# Vaela
Vaela est un village de la commune de Kiili du comté de Harju en Estonie.
Au 31 décembre 2011, elle compte 304 habitants.